# 7 Wonders of the Ancient World
7 Wonders of the Ancient World é um jogo eletrónico de quebra-cabeça desenvolvido para as consolas PlayStation Portable, PlayStation 2, Nintendo DS, Microsoft Windows, iOS, Plataforma Java, Brew pela Hot Lava Games e publicado pela MumboJumbo a 2 de fevereiro de 2007.